# Ronde van Nederland 1998
De 38e editie van de Ronde van Nederland ging op 25 augustus 1998 van start in Naaldwijk. Na 5 etappes werd op 29 augustus in Landgraaf gefinisht. De ronde werd gewonnen door de Deen Rolf Sørensen.

## Eindklassement
Rolf Sørensen werd winnaar van het eindklassement van de Ronde van Nederland van 1998 met een voorsprong van 2 seconden op Vjatsjeslav Jekimov. De twee Nederlanders in de top 10 waren Servais Knaven en Maarten den Bakker. De beste Belg was Peter Van Petegem met een 3e plek.
| Rang | Renner              | Land             | Tijd       |
| ---- | ------------------- | ---------------- | ---------- |
| 1    | Rolf Sørensen       | Denemarken       | 21u 08'06" |
| 2    | Vjatsjeslav Jekimov | Rusland          | + 0'02"    |
| 3    | Peter Van Petegem   | België           | + 0'10"    |
| 4    | Lance Armstrong     | Verenigde Staten | + 0'11"    |
| 5    | Jan Ullrich         | Duitsland        | + 0'12"    |
| 6    | Servais Knaven      | Nederland        | + 0'15"    |
| 7    | Serhij Hontsjar     | Oekraïne         | + 0'19"    |
| 8    | Martin Rittsel      | Zweden           | + 0'36"    |
| 9    | Robbie McEwen       | Australië        | + 0'51"    |
| 10   | Maarten den Bakker  | Nederland        | + 0'53"    |

## Etappe-overzicht
| Etappe | Van - naar             | Km    | Etappewinnaar     |
| ------ | ---------------------- | ----- | ----------------- |
| 1      | Naaldwijk - Hoorn      | 178,1 | Jeroen Blijlevens |
| 2      | Harlingen - Leeuwarden | 197   | Jeroen Blijlevens |
| 3a     | Leeuwarden - Groningen | 83    | Robbie McEwen     |
| 3b     | Groningen              | 25,7  | Serhij Hontsjar   |
| 4      | Zwolle - Venray        | 179,2 | Peter Wuyts       |
| 5      | Venray - Landgraaf     | 237   | Robbie McEwen     |

1948 · 1949 · 1950 · 1951 · 1952 · 1953 · 1954 · 1955 · 1956 · 1957 · 1958 · 1959 · 1960 · 1961 · 1962 · 1963 · 1964 · 1965 · 1966 · 1967 · 1968 · 1969 · 1970 · 1971 · 1972 · 1973 · 1974 · 1975 · 1976 · 1977 · 1978 · 1979 · 1980 · 1981 · 1982 · 1983 · 1984 · 1985 · 1986 · 1987 · 1988 · 1989 · 1990 · 1991 · 1992 · 1993 · 1994 · 1995 · 1996 · 1997 · 1998 · 1999 · 2000 · 2001 · 2002 · 2003 · 2004 · 2005 · 2006 · 2007 · 2008 · 2009 · 2010 · 2011 · 2012 · 2013 · 2014 · 2015 · 2016 · 2017 · 2018 · 2019 · 2020 · 2021 · 2022 · 2023 · 2024